# Antigius daisena
Antigius daisena är en fjärilsart som beskrevs av Hirose 1934. Antigius daisena ingår i släktet Antigius och familjen juvelvingar. Inga underarter finns listade i Catalogue of Life.